# Agrégation de droit privé
L'agrégation de droit privé est un des trois concours des agrégations de droit en France.

## Histoire
Cette agrégation est issue de la réforme de 1896 de l'agrégation de droit. Celle-ci crée une subdivision en trois agrégations : celle de droit public, celle de droit privé, celle d'histoire du droit, et celle de sciences économiques. Cette ultime agrégation s'autonomise ensuite pour devenir l'agrégation de sciences économiques et sociales. La création de cette agrégation de droit privé fait suite à la création en 1895 du doctorat en droit privé.
En 1896, les épreuves de l'agrégation de droit privé sont les suivantes : une composition écrite sur un sujet de droit romain, une leçon orale de droit civil français, une leçon orale de droit commercial et maritime, une leçon orale de droit criminel, une leçon orale de procédure civile ou de droit international privé.